# Адриан Угличский
Адриан Угличский (ум. после 1504, Углич, Ярославская область) — иеромонах, святой Русской церкви.

## Биография
Ученик и келейник преподобного Паисия Угличского со времени основания последним угличского Богоявленского (впоследствии Покровского) мужского монастыря (до 1462). Из жития Паисия и известно о жизни Адриана.
В 1483 году Адриан участвовал в освящении нового каменного Покровского собора монастыря.
В 1489 году вместе с Паисием основал для новоначальных иноков Николаевский Грехозаручный монастырь, зависимый от Покровского, и стал его первым игуменом; собрал до 30 иноков.
Участвовал в погребении Паисия (6 июня 1504), ненадолго пережив наставника, завещал похоронить себя рядом с ним, на месте его первой кельи.

## Канонизация
Время местной канонизации неизвестно, но она могла произойти в XVII веке, так как в 1610 году состоялась местная канонизация преподобного Паисия, вскоре написаны служба и житие. Существовала икона (по фотографии она не старее XVIII века) «Явление Божией Матери преподобным Паисию, Кассиану и Адриану Угличским», где Адриан изображён с нимбом. Его имя внесено в Собор Ростово-Ярославских святых 10 марта 1964 года. Память в Православной церкви 26 августа (8 сентября).